# Гегсбю (комуна)
Комуна Гегсбю (швед. Högsby kommun) — адміністративно-територіальна одиниця місцевого самоврядування, що розташована в лені Кальмар у південно-східній Швеції.
Гегсбю 139-а за величиною території комуна Швеції. Адміністративний центр комуни — місто Гегсбю.

## Населення
Населення становить 5 710 чоловік (станом на вересень 2012 року). 
| Кількість населення комуни Гегсбю за 1970-2010 роки | Кількість населення комуни Гегсбю за 1970-2010 роки | Кількість населення комуни Гегсбю за 1970-2010 роки | Кількість населення комуни Гегсбю за 1970-2010 роки | Кількість населення комуни Гегсбю за 1970-2010 роки |
| --------------------------------------------------- | --------------------------------------------------- | --------------------------------------------------- | --------------------------------------------------- | --------------------------------------------------- |
| Рік                                                 |                                                     |                                                     | Населення                                           |                                                     |
| 1970                                                | 1970                                                |                                                     | 8 322                                               | 8 322                                               |
| 1975                                                | 1975                                                |                                                     | 7 671                                               | 7 671                                               |
| 1980                                                | 1980                                                |                                                     | 7 800                                               | 7 800                                               |
| 1985                                                | 1985                                                |                                                     | 7 392                                               | 7 392                                               |
| 1990                                                | 1990                                                |                                                     | 7 177                                               | 7 177                                               |
| 1995                                                | 1995                                                |                                                     | 7 175                                               | 7 175                                               |
| 2000                                                | 2000                                                |                                                     | 6 380                                               | 6 380                                               |
| 2005                                                | 2005                                                |                                                     | 6 066                                               | 6 066                                               |
| 2010                                                | 2010                                                |                                                     | 5 777                                               | 5 777                                               |
| Джерело: SCB                                        |                                                     |                                                     |                                                     |                                                     |

## Населені пункти
Комуні підпорядковано 5 міських поселень (tätort) та сільські, більші з яких:
- Гегсбю (Högsby)
- Берга (Berga)
- Руда (Ruda)
- Фогельфорс (Fågelfors)
- Фагергульт (Fagerhult)

## Галерея

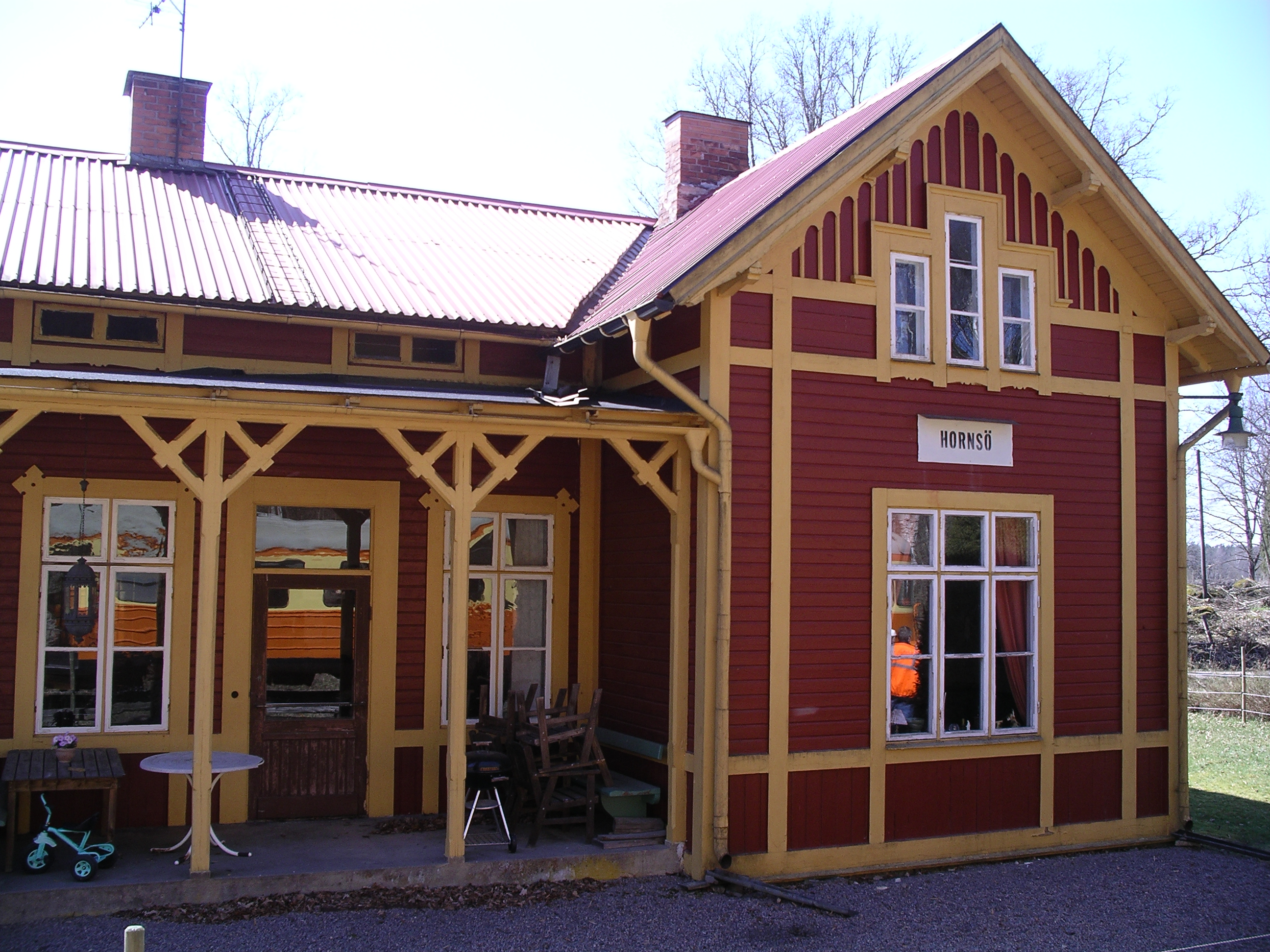
Залізнична станція Горнсе
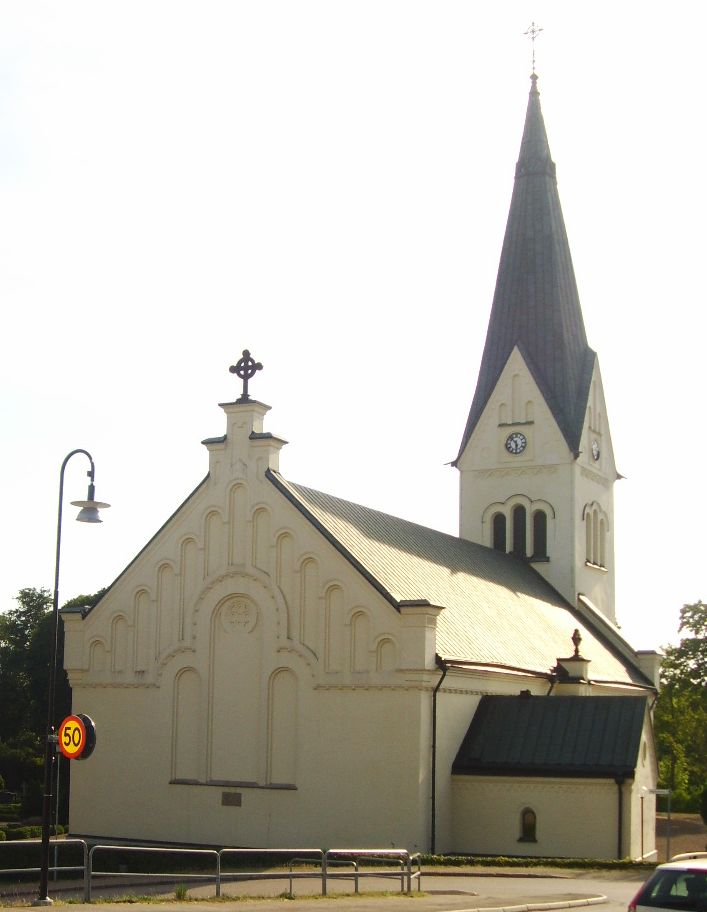
Церква (Гегсбю )
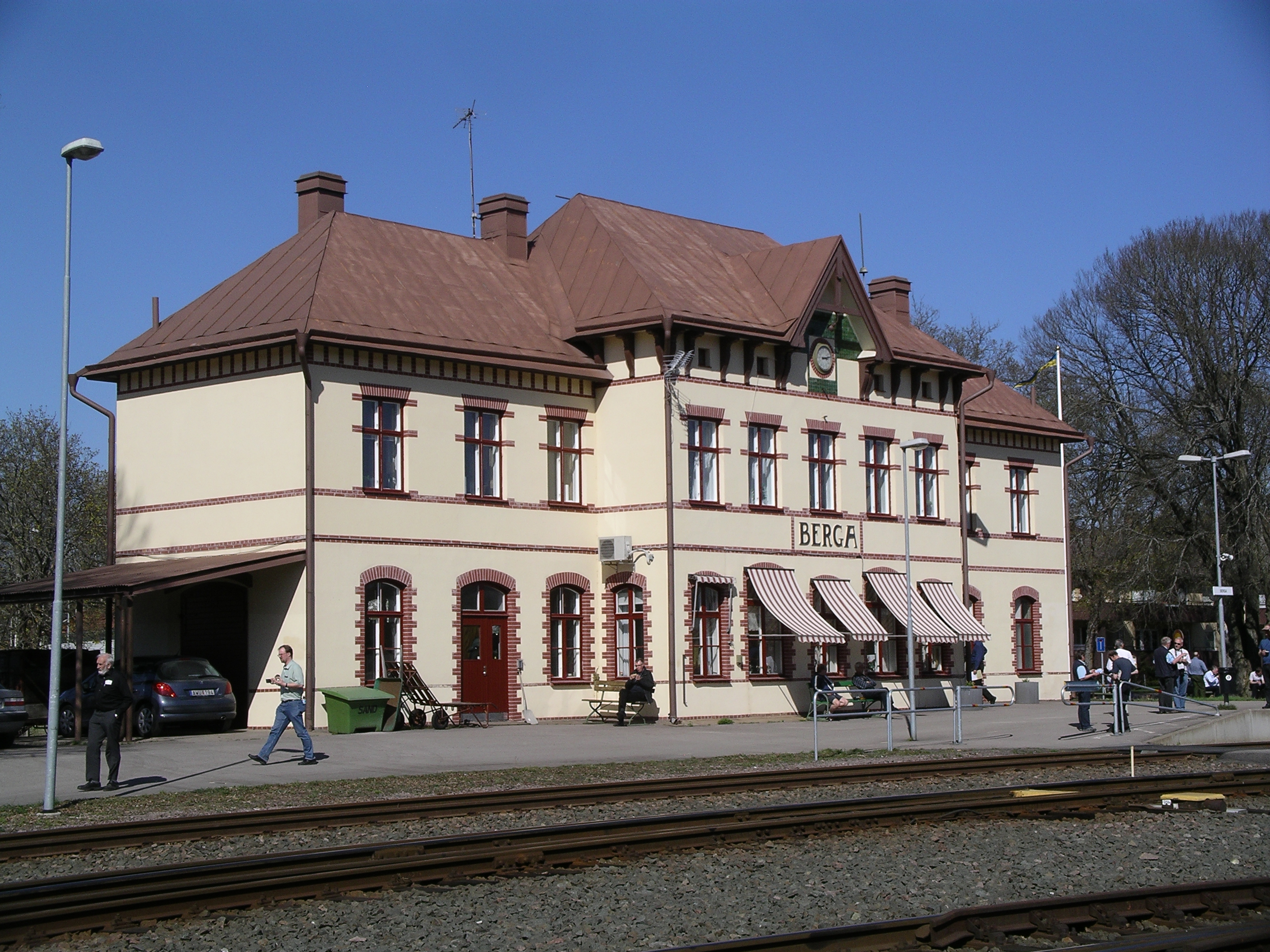
Залізнична станція Берга
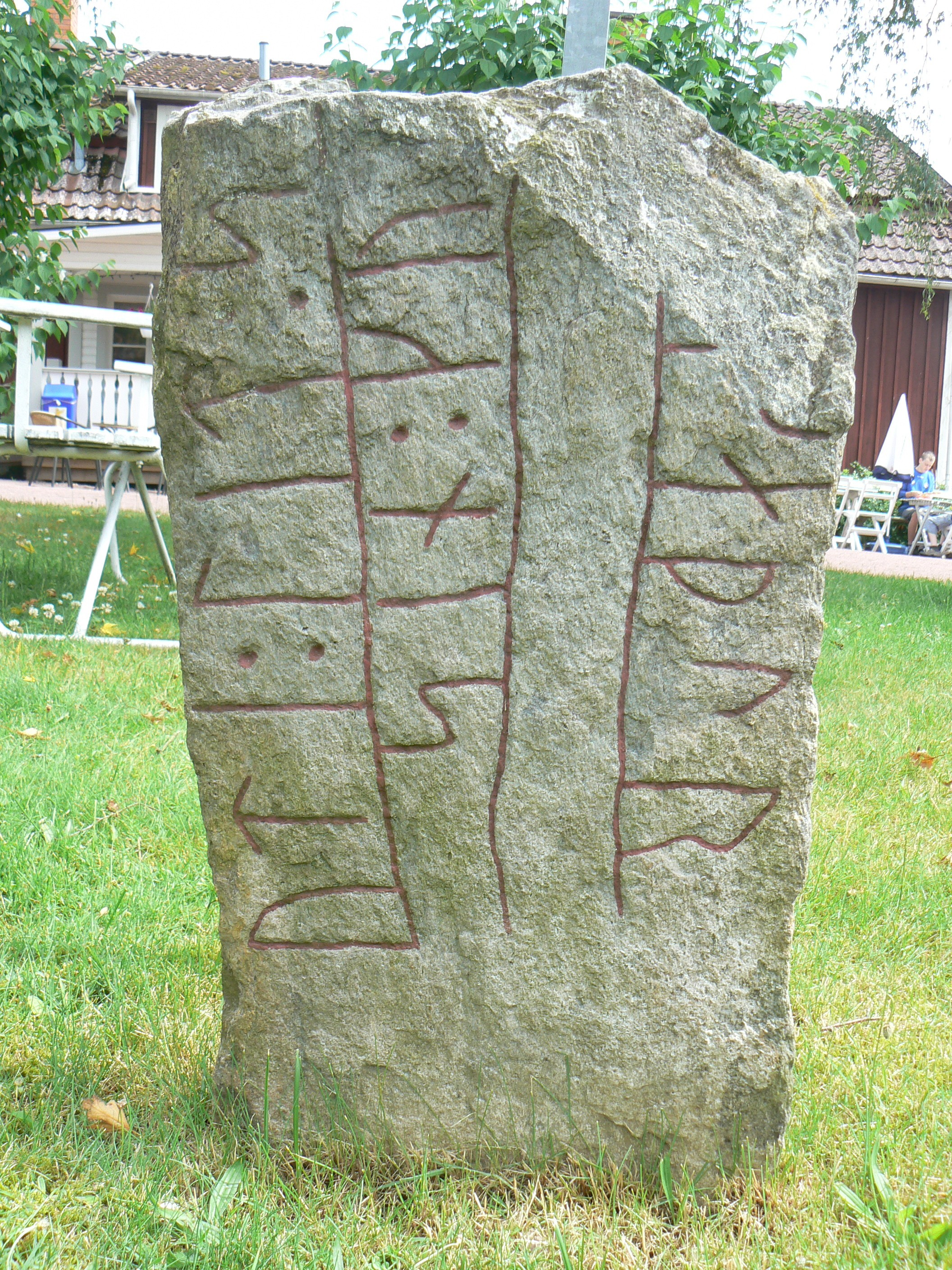
Рунічний камінь у Гегсбю

## Виноски
1. ↑  Andersson P. Sveriges kommunindelning 1863-1993 — Mjölby: Draking, 1993. — 132 с. — ISBN 978-91-87784-05-7
2. ↑  Folkmangd i riket, lan och kommuner (шв.) . Центральне бюро статистики Швеції. Архів оригіналу за 20 серпня 2013. Процитовано 30 січня 2013.